# 吉田和幸
吉田 和幸（よしだ かずゆき）は、日本の元アマチュア野球選手である。ポジションは内野手（二塁手）。

## 来歴・人物
報徳学園高校では二塁手、一番打者として甲子園に3回出場。1966年夏の選手権は、1年上のエース前田正広（中大－新日本製鐵広畑）の好投もあり勝ち進む。準々決勝は平安高の門野利治との投手戦を1-0で制し準決勝に進むが、この年に春夏連覇を達成する中京商に惜敗。1年上のチームメイトに荒武康博がいた。
翌1967年春の選抜は同期の森本敏明（三菱重工神戸）がエースとなる。1回戦で若狭高の川藤幸三を打ち崩し大勝。準決勝に進むが、エース吉良修一を擁する津久見高に延長10回敗退。同年夏は県予選決勝で、藤村雅美、吉岡邦広らがいた三田学園を降し、夏の選手権に連続出場を果たす。しかし2回戦で東奥義塾に敗れた。他の高校同期に四番打者の安田広輝（法大－本田技研鈴鹿）がいる。同年のドラフト会議で西鉄ライオンズから10位指名されたが交渉権放棄。
駒澤大学に進学。東都大学野球リーグでは1968年春季リーグで優勝を経験するが、自身の活躍の場はなかった。1971年秋季リーグではエース杉山重雄の活躍もあって日大に次ぐ2位となり、ベストナイン（二塁手）に選出される。
卒業後はクラレ岡山に入社。1972年の都市対抗に二塁手、一番打者として出場。しかしクラレ岡山の業績不振もあって野球部は解散、神戸製鋼に移籍した。1977年の都市対抗では五番打者として起用される。増岡義教（三菱重工神戸から補強）、登記欣也の二本柱が好投、決勝では増岡が熊谷組を完封し優勝を飾る。同年の社会人野球日本選手権でも準決勝に進み、住友金属の森繁和に完封を喫するが、通算11打数6安打で首位打者賞を獲得、大会優秀選手に選出された。
現役引退後は神戸製鋼や福井工業大学で監督を務めた。